# El Sol (journal espagnol)
Pour les articles homonymes, voir El Sol.
El Sol (en français : « le soleil ») est un quotidien espagnol fondé à Madrid le 1er décembre 1917 par Nicolás María de Urgoiti (es), directeur de La Papelera Española. Sa ligne éditoriale indépendante, aussi bien culturellement que politiquement, fait sa force — le journal est considéré à son apogée comme l'un des meilleurs journaux d'Europe, et le meilleur d'Espagne —, mais le conduira également à sa perte, quand le journal disparaît lors de la Guerre civile espagnole. Il renaîtra en 1990, pour s'éteindre définitivement deux ans plus tard.

## Histoire

### Fondation

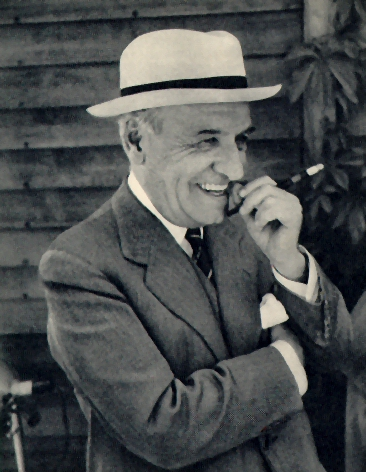
José Ortega y Gasset dans les années 1920.

À l'heure de fonder El Sol, deux idées ont prévalu, dans l'esprit de Nicolás María de Urgoiti (es), instigateur du projet. Un intérêt commercial et un intérêt de caractère culturel et politique, souhaitant la transformation politique et sociale de l'Espagne, pour lequel il trouve la collaboration enthousiaste de José Ortega y Gasset, qui abandonne El Imparcial (es) pour devenir le principal inspirateur idéologique et le collaborateur vedette du nouveau journal.
Le journal est fondé le 1er décembre 1917 et a son siège à Madird.

### Ligne éditoriale

#### Politique du journal
El Sol défend un projet réformiste ; une réforme ressentie à cette époque comme une nécessité urgente par les secteurs les plus progressistes et dynamiques de la bourgeoisie, ainsi que par les intellectuels. Le journal montre également une certaine compréhension et sympathie pour un mouvement ouvrier organisé et constructif, concrètement le socialisme, qu'il espère aider à orienter dans une direction évolutive et réformiste. Il accorde une attention particulière au catalanisme, au nationalisme basque et à la vie des provinces en général.
Le journal jouit d'une couverture des informations internationales supérieures aux standards espagnols de l'époque. Écrit par des intellectuels de catégorie, renonçant par principe à l'information sur les loteries et la critique taurine, et passant rapidement sur les faits divers et autres scandales, les sujets préférés du grand public, El Sol ne veut pas, et ne sera pas, un journal populaire. Cela n'empêche pas certaines critiques de la part de personnalités cultivées, qui sont irritées par le ton du journal, jugé prétentieux et pédant.
Dans la ligne du programme intellectuel de José Ortega y Gasset, cette publication dispose d'une excellente équipe rédactionnelle, dirigée par Félix Lorenzo (es),, remplacé le 14 septembre 1918 par Manuel Aznar Zubigaray, et jusqu'au 28 mars 1922. En avril 1924, Ramón J. Sender intègre l'équipe de rédacteur du journal. Les vignettes de Luis Bagaría (es), toujours publiées en première page, Lorenzo Luzuriaga (es), qui dirige la page d'éducation et d'instruction publique de 1917 à 1921, Salvador de Madariaga, qui écrit différentes sections (Nuestras crónicas de Londres, Desde fuera) sous le pseudonyme de Sancho Quijano, ou Corpus Barga, correspondant à Paris, contribuent à créer une image de marque représentative du duo Urgoiti - Ortega.
Le journal transmet les inquiétudes des intellectuels de l'époque. Ainsi, en février 1931, est créée l' Agrupación al Servicio de la República, menée par Ortega y Gasset, Gregorio Marañón et Ramón Pérez de Ayala, et dont le manifeste fondateur est publié le 10 février 1931 dans ce même journal.
Publié en grand format de 12 pages, El Sol coûte le double du prix de n'importe quel autre journal de l'époque et clame sa vocation critique et indépendante dans l'entrefilet offensif qui figure dans ses premiers numéros : « El Sol n'admet aucune subvention, ni d'acompte à rembourser. Son prix est de 10 centimes parce que le papier en coûte plus de 5, et que le journal ne compte pas plus de revenus que ceux qui sont licites et que l'on peut confesser, ce sur quoi se base toute entreprise sérieuse et indépendante. »
Son indépendance économique et politique ne peut être possible, cependant, sans les liens privilégiés que le journal maintient avec La Papelera Española, entreprise mère du puissant groupe d'Urgoiti, alors en pleine expansion. En 1920, Urgoiti édite un nouveau journal vespéral, La Voz (es), destiné à récupérer le public populaire que El Sol ne peut capter.

#### Suppléments d’El Sol
À partir de janvier 1918, El Sol publie des suppléments hebdomadaires consacrés à divers domaines, selon le jour de la semaine :
- Lundi : pédagogie et instruction publique
- Mardi : biologie et médecine
- Mercredi : sciences sociales et économiques[6]
- Jeudi : histoire et géographie
- Vendredi : ingénierie et architecture
- Samedi : droit et législation
- Dimanche : agriculture et élevage[7]

### Décadence d’El Sol

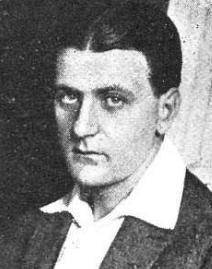
Manuel Aznar en 1919.

Fin 1931, Urgoiti, à cause de la conjoncture du moment, se voit obligé à vendre les actions d' El Sol aux monarchiques — à la tête desquels le comte de Barbate et le comte de Gamazo — qui dirigent La Papelera Española, à cause, principalement, de l'article El error Berenguer de Ortega y Gasset publié le 15 novembre 1930. Urgoiti part et est remplacé par Manuel Aznar. Le journal commence à déchoir, tandis qu'Urgoiti, Ortega y Gasset et Bagaría fondent Crisol puis Luz en janvier 1932.
Malgré ce revirement vers la monarchie, le journal finira par s'aligner sur le système lors de l'arrivée de la République.
En 1932, sa ligne libérale et républicaine n'empêche pas que dans ses pages culturelles collaborent les futurs fondateurs de la Phalange espagnole, Pedro Mourlane Michelena (es), Eugenio Montes, José María Alfaro Polanco et Ernesto Giménez Caballero.
À partir de mai 1934, El Sol et La Voz souffrent de multiples avatars jusqu'à la Guerre civile espagnole, et voient leur prestige et leur diffusion décliner, pour finalement s'éteindre en 1939.
Après la Guerre civile, le journal franquiste Arriba s'installe dans ses ateliers, saisis par les phalangistes.

### Deuxième époque: 1990 - 1992
À l'initiative du Grupo Anaya, appartenant alors à Germán Sánchez Ruipérez (es), El Sol renaît le 22 mai 1990 avec la volonté de récupérer le programme intellectuel du journal original. Il sera édité par CECISA (Compañía Europea de Comunicación e Información S.A.). Tandis que la ONCE devait faire partie du projet, l'organisation abandonne avant même le lancement, pour désaccords avec la chaîne télévisuelle Telecinco, de laquelle Sánchez Ruipérez est fondateur et actionnaire. Anaya construit un projet ambitieux avec un capital de 1 000 millions de pesetas et engage José Antonio Martínez Soler (es), qui vient du journal La Gaceta de los Negocios (es), comme directeur.
Ayala possède par ailleurs sa propre presse à Illescas (Tolède). Le journal, de tirage national et dont le siège de la rédaction est situé en face de la Plaza de Colón à Madrid, naît 100 % digitalisé (très cher à l'époque). En juin 1990, la rédaction compte 112 postes de travail équipés d'un ordinateur Macintosh (coûtant alors approximativement 700 000 pesetas), et le reste est équipé d'un PC. L'édition se fait de manière complètement digitale, et le travail est envoyé à Tolède par modem.
El Sol est lancé à la vente le 22 mai 1990, avec une édition initiale de 150 000 exemplaires. Cependant, les ventes sont discrètes et de fortes tensions apparaissent entre la direction et plusieurs membres du conseil d'administration. Martínez Soler est renvoyé le 14 juillet 1990 ; se succèdent alors six directeurs, parmi lesquels Miguel Ángel Aguilar (es).
El Sol est le premier à inaugurer les cadeaux promotionnels, avec la collection Biblioteca de El Sol, à 100 pesetas. La plupart des titres appartient au domaine public ; ils ne payent ainsi aucun droit d'auteur, et le papier utilisé pour leur édition est de mauvaise qualité. Malgré cela, la collection obtient un certain succès et les ventes montent à 150 000 exemplaires. Pendant ce temps, la société éditrice cherche en vain des investisseurs étrangers lors du conseil d'administration.
Quand la vente de la collection de livres se termine, celles du journal tombent à 25 000 exemplaires. Sánchez Ruipérez destitue toute l'équipe directive en octobre 1991 et commence à négocier avec Juan Pablo de Villanueva (es) pour lui vendre la publication, mais ne trouve pas d'accord.
Bien que CECISA possède encore quelque réserve économique, le journal enregistre des pertes de 5 000 millions de pesetas. Anaya n'arrive à aucun accord avec les travailleurs pour leur céder la gestion, et le 17 mars 1992, la maison d'édition annonce la fermeture définitive d' El Sol, deux ans après l'avoir repris,.